# 鶴澤藤蔵
鶴澤 藤藏（つるさわ とうぞう、新字体：鶴沢 藤蔵）は、文楽義太夫節三味線方の名跡。
初代藤蔵の子の九代目竹本綱大夫の長男が2011年春に二代目藤蔵を襲名。九代目竹本綱大夫は九代目竹本源大夫を襲名。

## 初代
1903年（明治36年）1月31日 - 1965年（昭和40年）1月21日。本名は尾崎 保男（おざき やすお）。
大阪天満の生まれ。七代目竹本源大夫の養子。1913年（大正2年）三代目鶴澤清六の弟子となり、四代目鶴澤清二郎を名乗る。翌年文楽座で初舞台。1952年（昭和27年）に鶴澤藤蔵と改名。長らく豊竹山城少掾の相三味線で活躍。
著書に「文楽の人形と三味線」ほか。
実子が九代目竹本綱太夫。

## 二代目
1965年（昭和40年） - 。本名は尾崎 一良（おざき いちろう）。
九代目竹本綱太夫の長男。
1976年（昭和51年）に十代目竹澤彌七に入門し、祖父の前名を名乗って五代目鶴澤清二郎となる。1978年（昭和53年）に鶴澤清治門下となる。1983年（昭和58年）に初舞台。2011年（平成23年）春に二代目藤蔵を襲名した。2012年（平成24年）日本芸術院賞受賞。